# グレゴリー・ボジェ
グレゴリー・ボジェ（Grégory Baugé、1985年1月31日- ）は、フランス・メゾン＝ラフィット出身の自転車競技（トラックレース）選手。

## 経歴
- 2002年
  - ジュニア世界選手権自転車競技大会・チームスプリント 優勝
- 2003年
  - モスクワで行われた、ジュニア世界自転車選手権の個人スプリントでは北津留翼に続き2位。
- 2005年
  - UCIトラックワールドカップ2004-2005
    - シドニー - スプリント 優勝
- 2006年
  - UCIトラックワールドカップ2005-2006
    - ロサンゼルス - スプリント & チームスプリント 優勝
    - シドニー - スプリント 優勝

  - トラックレース世界選手権
    -  チームスプリント 優勝（+ ミカエル・ブルガン、アルノー・トゥルナン）

  -  フランス選手権
    - チームスプリント 優勝
- 2007年
  - UCIトラックワールドカップ2006-2007
    - ロサンゼルス - スプリント 優勝

  - トラックレース世界選手権
    -  チームスプリント 優勝（+ ミカエル・ブルガン、アルノー・トゥルナン）
    - 個人スプリントではテオ・ボスに続いて2位に入った。

  -  フランス選手権
    - スプリントとケイリンで優勝
- 2008年
  - UCIトラックワールドカップ2007-2008
    - コペンハーゲン - スプリント 優勝

  - 世界選手権
    -  ケヴィン・シロー、アルノー・トゥルナンとトリオを組んで同大会同種目3連覇に貢献した。

  -  しかし、同年開催の北京オリンピック・チームスプリントでは、宿敵、イギリスの第1走、ジェミー・スタッフに予選、決勝といずれも1周回のラップタイムで遅れを取ったことも影響し、銀メダルに甘んじた。
- 2009年
  - 世界選手権
    - フランスチームの4連覇をかけて、ミカエル・ブルガン、ケヴィン・シローとともに挑んだチームスプリントにおいて、予選、決勝ともに、イギリスのタイムを上回り優勝に貢献した。
    -  加えて同大会のスプリントでは、200mフライングタイムトライアルにおいて、ただ一人9秒台をマークしトップ通過。決勝で対戦したアジズル・ハスニ・アワンを2-1のスコアで破って、同種目初優勝を果たした。
- 2010年
  - 世界選手権
    - チーム5連覇をかけて挑んだトラック世界選手権・チームスプリントで、予選トップタイムをマークしながらも、同2位のドイツに決勝で敗れた。
    -  しかしスプリントでは、準々決勝でクリス・ホイに逆転勝利し、決勝ではシェーン・パーキンスをストレートで下し連覇を決めた。

  - UCIトラックワールドカップ2010-2011
    - カリ - チームスプリント 優勝
- 2011年
  - UCIトラックワールドカップ2010-2011
    - マンチェスター - チームスプリント 優勝

  - トラック世界選手権
    -  チームスプリント優勝（+ ケヴィン・シロー、ミカエル・ダルメダ）
    -  スプリントでは200FTT予選4位ながらも、準々決勝、準決勝、そして決勝で対戦したジェイソン・ケニーをいずれもストレートで下し、フロリアン・ルソー以来となる、同大会同種目3連覇を達成した。

  -  フランス選手権 スプリント 優勝
- 2012年
  - フランス自転車競技連盟(FFC)は2011年11月8日、ボジェに対し、18ヶ月間の期間中、2回、競技外ドーピングを行わなかったとして1月6日、2010年12月23日〜2011年12月22日まで1年間の出場停止処分とする内示を提示していたが、これを受け国際自転車競技連合(UCI)は、2011年のトラックレース世界選手権におけるスプリント及びチームスプリント、さらに同年のフランス選手権のスプリントにおける優勝記録を抹消することを公表した[1]。
  - トラック世界選手権
    -  スプリントでは予選タイムトップ。本選に入っても全てストレート勝ちを収め、「二年ぶり」の優勝。
    - チームスプリント 2位

  - ロンドンオリンピック
    -  チームスプリント 2位
    -  スプリントでは、決勝でジェイソン・ケニーにストレート負けし2位。
- 2014年
  - 世界選手権・チームスプリント 3位

## 特徴
スタンディングダッシュに目を見張るものがあり、2007年の世界選手権・チームスプリント決勝では1周250mを17.30秒近辺で走破しているが、このタイムは世界トップクラスである。またフライングダッシュにも優れており、現在のトラック短距離界においては世界屈指の実力の持ち主であると考えられるが、反面、気性に問題があり、力を最大限発揮できないケースも少なくなかった。しかし2009年の世界選手権・スプリントで優勝して以降、安定した力を発揮できるようになってきている。